# 别列津纳河
别列津纳河（發音：[bʲaˈrɛzʲinɐ]）位于白俄罗斯境内，是第聂伯河的一条支流。
别列津纳河沿岸主要城市有：巴布鲁伊斯克、鲍里索夫和斯韋特洛戈爾斯克。